# غلين هايتس
غلين هايتس (بالإنجليزية: Glenn Heights, Texas)‏ هي مدينة تقع بولاية تكساس في شمال شرق الولايات المتحدة. تبلغ مساحة هذه المدينة 18.7 (كم²)، وترتفع عن سطح البحر 206 م، بلغ عدد سكانها 11278 نسمة في عام 2010 حسب إحصاء مكتب تعداد الولايات المتحدة .

## التركيبة السكانية
حدّد مكتب تعداد الولايات المتحدة بيانات التركيبة السكانية لغلين هايتس في تعداد الولايات المتحدة. في ما يلي، التركيبة السكانية حسب تعدادي 2000 و2010.

### تعداد عام 2000
بلغ عدد سكان غلين هايتس 7,224 نسمة بحسب تعداد عام 2000، وبلغ عدد الأسر 2,356 أسرة وعدد العائلات 1,917 عائلة مقيمة في المدينة. في حين سجلت الكثافة السكانية 386.7 نسمة لكل كيلومتر مربع (1,001.5/ميل2). وبلغ عدد الوحدات السكنية 2,565 وحدة بمتوسط كثافة قدره 137.3 لكل كيلومتر مربع (355.6/ميل2).
وتوزع التركيب العرقي للمدينة بنسبة 66.65% من البيض و25.12% من الأمريكيين الأفارقة و0.78% من الأمريكيين الأصليين و0.39% من الأمريكيين ذوي الأصول الآسيوية و0.11% من سكان جزر المحيط الهادئ و5.08% من الأعراق الأخرى و1.87% من عرقين مختلطين أو أكثر و15.74% من الهسبانيون أو اللاتينيون من أي عرق.
بلغ عدد الأسر 2,356 أسرة كانت نسبة 56.6% منها لديها أطفال تحت سن الثامنة عشر تعيش معهم، وبلغت نسبة الأزواج القاطنين مع بعضهم البعض 61.3% من أصل المجموع الكلي للأسر، ونسبة 15.2% من الأسر كان لديها معيلات من الإناث دون وجود شريك،  بينما كانت نسبة 4.9% من الأسر لديها معيلون من الذكور دون وجود شريكة وكانت نسبة 18.6% من غير العائلات. تألفت نسبة 14.2% من أصل جميع الأسر من عدة أفراد يعيشون في نفس المنزل ونسبة 2.2% كانت تتألف من شخص يعيش بمفرده يبلغ من العمر 65 عاماً أو أكثر. وبلغ متوسط حجم الأسرة المعيشية 3.07، أما متوسط حجم العائلات فبلغ 3.38.
بلغ العمر الوسطي للسكان 28.5 عاماً. وكانت نسبة 35.5% من القاطنين تحت سن الثامنة عشر، وكانت نسبة 8.6% بين الثامنة عشر والرابعة والعشرين عاماً، ونسبة 37.2% كانت واقعةً في الفئة العمرية ما بين الخامسة والعشرين والرابعة والأربعين عاماً، ونسبة 15% كانت ما بين الخامسة والأربعين والرابعة والستين، ونسبة 3.7% كانت ضمن فئة الخامسة والستين عاماً فما فوق. يوجد لكل 100 أنثى 96.5 ذكر، ويوجد لكل 100 أنثى في الثامنة عشر من عمرها فما فوق 93.9 ذكر.
بلغ متوسط دخل الأسرة في المدينة 61,944 دولارًا، أما متوسط دخل العائلة فبلغ 63,219 دولارًا. وكان متوسط دخل الذكور 41,693 دولارًا مقابل 32,531 دولارًا للإناث. وسجل دخل الفرد الخاص بالمدينة 22,947 دولارًا. وكانت نسبة 0% من العائلات ونسبة 0.7% من السكان تحت خط الفقر، وكان من هؤلاء نسبة 2.1% تحت سن الثامنة عشر ونسبة 0% في الخامسة والستين من العمر وما فوق.

### تعداد عام 2010
بلغ عدد سكان غلين هايتس 11,278 نسمة بحسب تعداد عام 2010، وبلغ عدد الأسر 3,544 أسرة وعدد العائلات 2,909 عائلة مقيمة في المدينة. في حين سجلت الكثافة السكانية 603.7 نسمة لكل كيلومتر مربع (1,563.6/ميل2). وبلغ عدد الوحدات السكنية 3,819 وحدة بمتوسط كثافة قدره 204.4 لكل كيلومتر مربع (529.4/ميل2).
وتوزع التركيب العرقي للمدينة بنسبة 36.42% من البيض و50.04% من الأمريكيين الأفارقة و0.63% من الأمريكيين الأصليين و0.60% من الأمريكيين ذوي الأصول الآسيوية و0.04% من سكان جزر المحيط الهادئ و9.62% من الأعراق الأخرى و2.65% من عرقين مختلطين أو أكثر و22.18% من الهسبانيون أو اللاتينيون من أي عرق.
بلغ عدد الأسر 3,544 أسرة كانت نسبة 56.8% منها لديها أطفال تحت سن الثامنة عشر تعيش معهم، وبلغت نسبة الأزواج القاطنين مع بعضهم البعض 52.5% من أصل المجموع الكلي للأسر، ونسبة 24.3% من الأسر كان لديها معيلات من الإناث دون وجود شريك،  بينما كانت نسبة 5.3% من الأسر لديها معيلون من الذكور دون وجود شريكة وكانت نسبة 17.9% من غير العائلات. تألفت نسبة 14.8% من أصل جميع الأسر من عدة أفراد يعيشون في نفس المنزل ونسبة 2.6% كانت تتألف من شخص يعيش بمفرده يبلغ من العمر 65 عاماً أو أكثر. وبلغ متوسط حجم الأسرة المعيشية 3.18، أما متوسط حجم العائلات فبلغ 3.49.
بلغ العمر الوسطي للسكان 29.4 عاماً. وكانت نسبة 36.1% من القاطنين تحت سن الثامنة عشر، وكانت نسبة 7.9% بين الثامنة عشر والرابعة والعشرين عاماً، ونسبة 31.4% كانت واقعةً في الفئة العمرية ما بين الخامسة والعشرين والرابعة والأربعين عاماً، ونسبة 20.5% كانت ما بين الخامسة والأربعين والرابعة والستين، ونسبة 4.1% كانت ضمن فئة الخامسة والستين عاماً فما فوق. وتوزع التركيب الجنسي للسكان بنسبة 47.8% ذكور و52.2% إناث.

## وصلات خارجية
- The US50 - Cities and Towns in Texas State